# باشگاه ورزشی گریک امریکان
باشگاه ورزشی گریک امریکان یک باشگاه فوتبال نیمه حرفه‌ای از سان فرانسیسکو، کالیفرنیا بود که در لیگ فوتبال سان فرانسیسکو بازی می‌کرد. آنها با ۱۶ عنوان قهرمانی موفق ترین تیم تاریخ لیگ فوتبال فرانسیسکو هستند. در تاریخ ۵۶ ساله خود، گریک امریکان سه بار به فینال جام یو اس اوپن راه یافت که در سال‌های ۱۹۸۵ و ۱۹۹۴ قهرمان شد.

## بازیکنان برجسته
- الکس باسو
- جان دویل
- دامینیک کینر